# Lulu (piosenkarka)
'Lulu, Lulu Kennedy-Cairns, wł. Marie McDonald McLaughlin Lawrie (ur. 3 listopada 1948 w Lennoxtown w East Dunbartonshire) – szkocka piosenkarka, kompozytorka, modelka, aktorka i osobowość telewizyjna.

## Życiorys
Pierwszym przebojem Lulu była jej wersja piosenki The Isley Brothers „Shout” z 1964. W 1966 odwiedziła Polskę wraz z brytyjskim zespołem rock and rollowym The Hollies. W 1969 zwyciężyła w finale 14. Konkursu Piosenki Eurowizji, na którym reprezentowała Wielką Brytanię z utworem „Boom Bang-a-Bang”.
W 1974 wykonała utwór tytułowy do filmu Człowiek ze złotym pistoletem (The Man with the Golden Gun) z Jamesem Bondem skomponowanej przez Johna Barry’ego.
Zaśpiewała w musicalu Alicja z 1980 w reż. Jerzego Gruzy i Jacka Bromskiego i z muzyką Henriego Seroki.  W 1985 nakładem polskiej firmy fonograficznej Tonpress ukazały się dwie piosenki Lulu: „Love is the Answer” i „Hello My Friend”.
W latach 1990–1991 dubbingowała Słonicę Nellie w angielskim serialu animowanym o tym samym tytule.
W 1993 nagrała utwór „Relight My Fire” z zespołem Take That oraz wystąpiła w teledysku do piosenki.
W 2000 odznaczona Orderem Imperium Brytyjskiego w randze Oficera (OBE), podniesionej w 2021 do rangi Komandora tegoż orderu (CBE).
W latach 1969–1973 była żoną Maurice’a Gibba z Bee Gees.

## Albumy studyjne
- Something to Shout About (1965)
- Love Loves to Love Lulu (1967)
- Lulu's Album (1969)
- New Routes (1970)
- Melody Fair (1970)
- The Most of Lulu (1970)
- Lulu (1973)
- Heaven and Earth and the Stars (1976)
- Don't Take Love for Granted (1979)
- Lulu (1981)
- Take Me To Your Heart Again (1982)
- Shape Up and Dance (1984)
- Independence (1993)
- Together (2002)
- The Greatest Hits (2003)
- Back on Track (2004)
- A Little Soul in Your Heart (2005)
- Making Life Rhyme (2015)